# Архитектурный комплекс Луцкого братства
Архитектурный комплекс Луцкого братства — комплекс историко-архитектурного ансамбля Луцкого Братства Честного Креста, который состоит из Крестовоздвиженской церкви и монастырского помещения; памятника архитектуры национального значения, расположенные в историко-культурном заповеднике «Старый Луцк». Монастырь расположен на улице Иова Кондзелевича под № 5, а церковь — улицы Данила Галицкого под № 2. Комплекс стоит на грани двух площадей — Братский Мост и Рыночной площади.
Братский комплекс был построен в основном в течение 1630—1640-х годов. Долгое время он был политическим центром православного населения Волыни, однако вследствие определенных обстоятельств на рубеже XVII—XVIII веков братство начало приходить в упадок. Вместе с ним пал и архитектурный комплекс. В XVIII веке он страдал от пожаров, а в XIX веке церковь была почти полностью разрушена. Хотя монастырь остался почти в первозданном виде с поправкой на незначительные ремонты после пожаров, однако нынешняя церковь — это лишь алтарная часть бывшего большого храма с прямоугольной советской пристройкой.
В настоящее время монастырь используется частично под жилье, а церковь отреставрирована и используется Волынским краевым братством Андрея Первозванного (является наследником Луцкого братства Честного Креста).

## История
Православные братства существовали в Луцке уже на рубеже XVI—XVII веков. Так, известно о хозяйственной деятельности братства при соборе Иоанна Богослова. Среди них было и Братство Милосердия. Однако существовала потребность в объединении православных шляхтичей, мещан в единую масштабную официальную организацию. В 1617 году было создано Луцкое братство Воздвижения Честного и Животворящего Креста Господня.
Вероятно, его основу составило братство милосердия, поскольку в документах Луцкое братство иногда называется Братством милосердия, однако пока нет исследований, подтверждающих или отрицающих наследственность Луцкого братства Честного Креста с братствами, которые существовали в Луцке до 1617 года. Другой автор утверждает, что луцкое братство по своему типу было братством милосердия, а не наследуется от другого братства. Именно подчеркивая необходимость возрождения госпиталя, братству затем была предоставлена возможность построить церковь при нём.

### Предпосылки строительства
В XVI веке в северной части островной части Луцка рядом с Глушецким мостом существовал так называемый «русский госпиталь» с церковью Святого Лазаря и кладбищем. В 1619 году этот комплекс сгорел. 20 февраля 1619 г. король Сигизмунд III Ваза предоставил братству привилей, согласно которому им предоставлялось право вместо русского госпиталя построить новый, а также построить церковь со школой. 9 апреля в этом госпитале состоялось собрание православных мещан Луцка, где им было передано в вечное пользование данное помещение.
В сентябре этого года в Верхнем замке состоялось собрание волынской православной шляхты, где было поручено мещанам, членам братства, вести наблюдение за постройкой школы, церкви и больницы. Среди лиц, подписавших письмо полномочий, были Иван Выговский, Александр Пузина и другие. Письмо представляло собой также констатацию планов, согласно которым выбиралось место для постройки церкви, школы и больницы. Происходили препятствия для строительства новой церкви братством со стороны католического и униатского духовенства, а также луцкого старосты Альбрехта Радзивилла в виде жалоб и протестов, однако помешать деятельности братства они не смогли.

### Начало строительства. Первые постройки
Таким образом, к концу 1619 года братья имели во владении бывший русский госпиталь и согласованны епланы по строительству новых сооружений. Несмотря на препятствия, в 1620 году уже началось строительство церкви и школы из дерева. И в этом же году оно было завершено. Имея значительные средства для своей деятельности и постоянно получая новые, братство Честного Креста не останавливалось на достигнутом. Но несмотря на довольно тесное соседство с частными почвами мещан, с самого начала было невозможно построить церковь и школу у русского госпиталя так, чтобы все сооружения были объединены на одной территории. Частично братские сооружения размещались на частной земле Александра Зубцевского.
После смерти он завещал всю землю и имущество братству, но это только немного улучшило земельную ситуацию. Братству принадлежали клочки разрозненных земель, которые в основном сосредоточены вокруг так называемого Кандибивського грунта. В 1620-х годах Юрий Пузина выкупил этот участок у её владельцев и подарил братству. Таким образом, образовалась сплошная территория, принадлежавшая этой религиозно-просветительской организации. В начале 1630-х именно на Кандибивськом грунте начала строиться новая церковь из кирпича. Основателями церкви были как отдельные личности, члены братства, мещане, духовенство, так и целые семьи волынских шляхтичей: Гулевичи, Пузины, Семашко, Четвертинские.

#### Дело Лонского
В 1621 году построенная деревянная братская церковь была ограблена. Один из воров был пойман на месте. Им оказался католик Валентий Лонский. Магистратский суд вынес приговор — смерть на костре. Однако плебан Мартин Издембський костела Святого Якуба вынес протест приговора. Он утверждал, что православные проникли в тюрьму и напоили Валентия так, что тот не смог исповедаться и принять причастие перед казнью. Самого Лонского сожгли не на Рынке, как это делали обычно, а рядом с костелом Якуба. Более того, тело недопалили до конца и оставили валяться изувеченным возле костела. Это было начало конфликтов между братством и католиками Луцка в следующие два десятилетия.

### Продолжение строительства: кирпичные церковь и монастырь
В 1634 году Галшка Гулевичевна записала 1000 злотых братству, половина из которых пошла на достройку храма. Здесь в частности была вмурована надмогильная плита луцкого бурмистра Григория Посолейковича, который умер в 1569 году и был похоронен на кладбище Лазаривской церкви. 24 мая 1634 произошел инцидент между членами иезуитского коллегиума и братством. Двенадцать иезуитов ворвались на территорию братства, в ещё не достроенную церковь, били в колокола, ограбили казну, выбили окна в монастыре. Из-за этого была составлена и занесена в городских книг жалоба епископа Афанасия Пузыни. В следующем году в братстве была основана типография. Оборудование подарил Сильвестр.
Накопление потребностей для школы, типографии, госпиталя, монастыря создало непростую хозяйственную ситуацию в Луцком братстве Честного Креста и потребовало к строительству новых сооружений. В 1645 году благодаря стараниям члена братства Александра Мозелла получил привилегию от короля Владислав IV на строительство каменного госпиталя. Мозелла выделил средства в размере 41 000 злотых для строительства, которое началось в следующем году. В 1647 году двухэтажное помещение было построено и здесь разместились госпиталь, школа, кельи, библиотека и типография.
Во времена расцвета школа была ведущей среди других братских школ. Перед принятием к обучению поступающему устраивался трехдневный экзаменационный срок. После вступления направления обучения подбирались индивидуально согласно способностям и возрасту ученика. Преподавали грамматику, пиитику, риторику, диалектику, арифметику, богословские предметы, церковное пение. Ученики школы принимали участие в публикациях, которые выпускались братской типографией. Здесь преподавал известный иконописец Иов Кондзелевич. Кроме мещан и сыновей шляхты, в школе учились бедные дети, которые собирали милостыню.

### Дальнейшая история. XVIII-XX века
С 1713 года Луцкое братство начало приходить в упадок. Монастырь перешел к ордену василиан. В 1761 году монастырь подвергся разрушениям от пожара и восстанавливался до 1774 года. В это же время в алтаре церкви был выбит новый вход. В 1795 году церковь с монастырем снова перешла к православным и стала соборной.В 1803 году произошел новый пожар.
Пока шло время между пожаром и восстановлением, стены потрескались, а своды храма частично обвалилось. Также пострадали кельи, но они были впоследствии восстановлены. Это было сделано монахами ордена василиан, которые снова завладели монастырем и церковью. В 1833 году они были вынуждены покинуть братский комплекс в связи с отменой ордена. Затем территория братства использовалась как еврейский рынок. В 1864 году православное духовенство города заключило договор с последним владельцем магазина, который располагался в руинах церкви, луцким евреем Абрамом Сорокой, о ликвидации лавки. Каким-то образом случилось так, что часть церкви, занятую лавочкой, или всю церковь выставили на городской аукцион, и она была продана для разборки на строительный материал. Абрам Сорока начал разборку церкви. Были потеряны боковые стены. Однако в этом же году генерал-губернатор М. Анненков, который тогда был в городе, запретил разбирать церковь. В результате осталась только алтарная часть. В 1870-х кирпич частично использовали на строительство колокольни Покровской церкви.
Позже исследователь Леонид Маслов писал:
Вместо некогда великой церкви, построенной "слезами и потом" луцких братьев стоит теперь отремонтирована с её абсиды в 1890 году старанием восстановленного Чеснокрестного Братства маленькая церковь со старой, уже трехвековой, куполом.
В 1888 году остатки церкви обустроили как часовню. Впоследствии братство получило 3000 рублей от императора Александра III, который 27 августа 1890 посетил церковь, и 2000 рублей от члена братства М. Терещенко. К часовне пристроили женскую, восстановили иконостас и отлили колокола. В 1890 году она снова стала храмом. Совершались богослужения здесь и в первой половине XX века. В тридцатых по проекту С. Тимошенко был изменен силуэт купола и маковки и западный фронтон. Уже в 1957 году братскую церковь обустроили под планетарий, а в 1964 пристроили двухэтажное помещение для его обслуживания. Монастырь стал использоваться как жилой дом. В 1990 году постановлением городского совета братская церковь была передана только восстановленном Луцком братству, которое получило название Волынского краевого братства Андрея Первозванного.

## Сегодня
Теперь Братская Крестовоздвиженская церковь, начиная с 1990 года, используется братством как епархиальный храм Украинской православной церкви Киевского Патриархата. Со времени национального возрождения [неизвестный термин] на рубеже 80-90-х годов было создано несколько проектов по реставрации церкви до её первоначального вида. Однако ни один проект не был воплощен. Зато в 2010 году был закончен ремонт церкви, который внес несвойственные украинские храмовые элементы вида, чем несколько исказил национальный памятник архитектуры. Рядом с храмом размещена мемориальная доска с именами похороненных в крипте членов братства. На стене, сделанной в советские годы пристройки, размещен барельеф Галшки Гулевичивна, одной из основательниц церкви. Храм имеет подземелья, где похоронены члены братства, в частности Даниил Братковский. Братский монастырь частично используется как жилье, а частично как помещение братства. На нём висит мемориальная доска, которая освещает основные события из истории Луцкого братства. Рядом с братским комплексом расположен участок, где размещена колокольня и крест.

## Архитектура
В архитектуре церкви воплотилось две концепции: трехкамерная, которая была присуща деревянным украинским церквям, и неф с византийской архитектуры. С момента строительства церковь имела 17 саженей в длину, состояла из апсиды и 4 равновеликих в плане квадратных камер, разделенных арками. На гравюре Яна Конопацкого середины XIX века ещё наблюдаются арки. Рядом двух средних камер были узкие нави, а по бокам пресвитерию — ризница и казна. Пресвитерий и квадрат средней нави были перекрыты куполами со световыми фонариками — подобными тем, которые есть на единой сохраненной до сих купола церкви.
Братская церковь со времени своего создания играла весомую роль в градостроительной композиции Рыночной площади. Она была одним из трех (четырёх) храмов, которые располагались по бокам площади. Кроме того, высокий купол церкви вносил вертикальную доминанту до улицы Данила Галицкого, на противоположном конце которой в то же время была построена еврейская хоральная синагога, имеет некоторые общие элементы внешнего декора с братской церковью. Синагога и братская церковь, составляют композиционную ось юг-север историко-культурного заповедника.

### Интерьер
Учитывая очень маленькую площадь, которая сохранилась от некогда великого храма, а также то, что большая часть нынешней церкви — это пристройка пятидесятых годов, помещения не позволяют увидеть первичную структуру интерьера церкви. Иконостас церкви сделан из дубового дерева с резьбой и позолотой, происходит из XIX века. Содержит 16 икон. Пространство между иконами разделено шестью резными золочеными колонками сложной формы. Второй ярус иконостаса занимают две боковые системы икон, над которыми установлены скульптурные изображения ангелов с крестами над ними, надпись «Христос Воскресе» и средняя икона, выше которой размещено изображение Иисуса Христа. С 1963 года до 1990 иконостас находился на хранении в Свято-Троицком кафедральном соборе. Храм имеет также и отдельные старые ценные иконы. Интерьер был заново расписан в 2000-х годах.

## Главные основатели
- Галшка Гулевичевна
- Александр Мозелла
- Владимир Зубцевский
- М. А. Терещенко
- Император Александр III

## Галерея
- Братская церковь на картине Лемана, 1916 год
- Братский комплекс (вид с площади Рынок)
- Верхушка с крестом
- Элемент бокового фасада
- Галшка Гулевичивна. Барельеф на боковом фасаде
- Росписи под куполом
- Витражи
- Икона
- Монастырь с улицы Иова Кондзелевича
- Своды монастыря